# Sonia Rubinsky
Pour les articles homonymes, voir Rubinsky.
Sonia Rubinsky est une pianiste brésilienne.

## Biographie
Elle est née à Campinas le 10 juin 1957, d'une mère polonaise et d'un père lituanien, la dernière d'une fratrie de cinq enfants,. Elle a vécu treize ans dans son pays natal, le Brésil, puis en Israël et aux États-Unis. Elle a donné un premier récital à 6 ans et son premier concert avec orchestre à 12. Elle a étudié à l’académie Rubin de Jérusalem, puis à la Juilliard School de New York, et a été suivie par le pianiste français d'origine polonaise Vlado Perlemuter. 
En 2002, elle s'installe à Paris. Pour autant, elle enregistre et se produit sur scène régulièrement sur différents continents : au Brésil, en Israël, en Amérique du Nord et en Europe. Sonia Rubinsky a enregistré notamment l'intégrale de l’œuvre pour piano solo d'Heitor Villa-Lobos en huit volumes. Cette intégrale a été primée au Latin Grammy Award en 2009,,.  Elle a reçu à plusieurs reprises le prix de musique classique Carlos Gomes (pt), un prix important au Brésil : en 2006 comme «Pianiste de l’année» et en 2009, comme  «Instrumentaliste de l’année». 
Interprète des répertoires classique et romantique, Sonia Rubinsky s'intéresse également à la musique contemporaine. Le compositeur Almeida Prado lui a ainsi dédié la pièce Cartas Celestes XII (2000) et une Sonate pour violoncelle et piano (2004).